# Giełda Papierów Wartościowych w Port Moresby
Giełda Papierów Wartościowych w Port Moresby (ang. Port Moresby Stock Exchange) – giełda papierów wartościowych w Port Moresby, stolicy Papui-Nowej Gwinei, założona w 1998 przy wsparciu banku centralnego Papui-Nowej Gwinei. Oficjalnie giełda operuje od 28 kwietnia 1999. Według stanu na dzień 18 kwietnia 2015 na giełdzie notowane są papiery wartościowe 18 spółek, między innymi Linii Lotniczych Papui-Nowej Gwinei.